# Wichita (film)
Wichita is een Amerikaanse western uit 1955 onder regie van Jacques Tourneur.

## Verhaal
Wyatt Earp wil in 1874 schoon schip maken in Wichita. Hij besluit het gebruik van wapens te verbieden binnen de grenzen van de stad. De inwoners van Wichita gehoorzamen zijn orders echter niet allemaal.

## Rolverdeling
| Acteur           | Personage        |
| ---------------- | ---------------- |
| Joel McCrea      | Wyatt Earp       |
| Vera Miles       | Laurie McCoy     |
| Lloyd Bridges    | Gyp Clements     |
| Wallace Ford     | Arthur Whiteside |
| Edgar Buchanan   | Doc Black        |
| Peter Graves     | Morgan           |
| Keith Larsen     | Bat Masterson    |
| Carl Benton Reid | Andrew Hope      |
| John Smith       | Jim              |
| Walter Coy       | Sam McCoy        |
| Robert J. Wilke  | Ben Thompson     |
| Jack Elam        | Al               |
| Mae Clarke       | Mary McCoy       |
| Walter Sande     | Clint Wallace    |